# Porto Rico (kommun i Brasilien)
Porto Rico är en kommun i Brasilien.   Den ligger i delstaten Paraná, i den södra delen av landet, 1 000 km sydväst om huvudstaden Brasília. Antalet invånare är 2 531.
Trakten runt Porto Rico består i huvudsak av gräsmarker. Runt Porto Rico är det glesbefolkat, med 14 invånare per kvadratkilometer.